# Moskau, Tscherjomuschki
Moskau, Tscherjomuschki (russisch Москва, Черемушки, Moskwa, Tscheremuschki, wissenschaftliche Transliteration: Moskva, Čeremuški) ist eine musikalische Komödie (Operette) in drei Akten und fünf Bildern von Dmitri Schostakowitsch (Opus 105) nach einem Libretto von Wladimir Mass und Michail Tscherwinski. Sie wurde im Herbst 1957 (Vorbereitungen) und von September bis November 1958 in Moskau (teilweise in einem Krankenhaus) und in Bolschewo (nahe Moskau) komponiert. Die Uraufführung fand am 24. Januar 1959 im Moskauer Operettentheater unter der Leitung des Dirigenten Grigori Stoljarow statt. Tscherjomuschki (übersetzt mit Traubenkirsche) ist eine im Südwesten von Moskau in der Chruschtschow-Ära entstandene Trabanten-Wohnsiedlung.

## Aufbau
Ouvertüre-Prolog und 39 Nummern. Dauer ca. 140 Minuten.
- Ouvertüre-Prolog — Allegretto
- Akt I, erstes Bild Berühren verboten!

 1. Alexander und Chor der Besucher
 2. Duett: Mascha und Alexander
 3. Pantomime — Allegretto
 4. Arie: Boris — 'Ich warte...'
 5. Serenade: Boris
 6. Lidotschkas Lied
 7. Eine Fahrt durch Moskau
- Dialog-Zwischenspiel.

 8. Duett: Wawa und Drebednjow
 9. Ende der Fahrt durch Moskau
— zweites Bild Adresse angeben
10. Zusammentreffen der Mieter
11. Sergeis Lied (Fahrer von Marina Roschtscha)
12. Baburows Lied über die Tjolji-Gasse
13. Lied über Tscherjomuschki
14. Szene: Barabaschkin und Mieter
15. Boris' Lied
16. Lied: Drebednjow, Barabaschkin und Mieter
17. Finale von Akt I — Lied über Tscherjomuschki
- Akt II

- Musikalisches Zwischenspiel: 'Hier sind die Schlüssel!' — Allegretto

18. Couplets: Barabaschkin — 'Könnt ihr euch nicht gedulden?'
— drittes Bild Luftlandung
19. Duett: Lidotschka und Boris 'Holde Dame'
20. Duett: Ljusja und Sergei 'Liebe ist ein Stern'
21. Couplets über Beziehungen: Barabaschkin und Drebednjow
22. Duett – Reminiszenz: Lidotschka und Boris
23. Szene — Dialog — Zwischenspiel
24. Lied: Ljusja und Bauarbeiter
— viertes Bild Ein furchtbares Pochen an der Tür
25. Duett: Mascha und Alexander — 'Türglocke'
26. Polka mit Küssen — Allegretto
27. Lied über Tscherjomuschki
- Dialog Zwischenspiel — 'In den Wolken'

28. Ballett — Andantino
29. Apotheose — Presto
30. Finale von Akt II
- Akt III

31. Entracte — Allegretto
32. Szene
— fünftes Bild Die Zauberuhr
33. Lidotschkas Lied — 'Was geht mich das an?'
34. Blumenwalzer
35. Barabaschkins Liedchen
36. Duett: Lidotschka und Boris
37. Sergeis Liedchen
38. Szene: Barabaschkin
39. Finale

## Besetzung
19 Gesangspartien und Chor.
3 Flöten (inkl. Piccolo), 3 Oboen, 3 Klarinetten (A und B), 2 Fagotte; 4 Hörner, 3 Trompeten, 3 Posaunen, 1 Tuba; Pauken, Triangel, Kastagnetten, Tamburin, Kleine Trommel, Cymbal, Große Trommel, Gong; Harfe; Streicher.

## Musikalisches Material
Moskau, Tscherjomuschki ähnelt mit seinem witzigen, satirisch-parodistischen Stil einigen frühen Werken Schostakowitschs, etwa der Filmmusik Das neue Babylon Op. 18 und seinen Balletten, besitzt aber auch den romantischen Charme etwa der um 1955 entstandenen Suite für Varieté-Orchester. Wie im Neuen Babylon (oder auch in seiner 11. Sinfonie Op. 103) verarbeitet Schostakowitsch ausgiebig musikalische Zitate. Im Neuen Babylon sind es witzige Bearbeitungen der Marseillaise und von Operettenschlagern von Jacques Offenbach. In seiner Operette verarbeitet Schostakowitsch beliebte russische Klassiker (von Glinka, Borodin, Tschaikowski), damals aktuelle Estrada-Schlager wie z. B. das auch im Westen sehr beliebte Moskauer Nächte (in Nr. 19) und Zitate aus eigenen Werken, etwa aus den Balletten Der Bolzen Op. 27 und Der helle Bach Op. 39 und aus seinen Filmmusiken.
Die Titelmelodie Tscherjomuschki (z. B. im Prolog und in den Nummern 13, 17, 39) basiert auf dem Lied Es waren glückliche Tage (There used to be Merry Days) aus Schostakowitschs Filmmusik Goldene Berge Op. 30. Das bekannteste Lied, das er je geschrieben hat, Dem kühlen Morgen entgegen aus der Musik zum Film Der Gegenplan Op. 33, verarbeitet er in der Operette zu Lidotschkas Lied (Nrn. 6, 22). Dieser 1932 komponierte Ohrwurm hat in der Sowjetunion und auch weit darüber hinaus eine enorme Verbreitung erfahren, so dass es jeder Besucher der Operette Ende der 1950er Jahre sofort erkannt haben dürfte.

## Übersetzungen
- Englische Übersetzung von David Pountney
- Deutsche Übersetzungen von Ulrike Patow und, basierend auf David Pountneys Übersetzung ins Englische, von Lothar Nickel[4]

## Bearbeitungen
- Verfilmung, Opus 105a. Regie: Gerbert Rappaport, Lenfilm 1962, 92 Minuten (DVD 81 Minuten).

- Cheryomushki 1958. Eine reduzierte Orchesterfassung (1993–1994) von Gerard McBurney mit der englischen Übersetzung von David Pountney. Sie war Grundlage für die britische Uraufführung der Operette im Jahr 1994. Instrumentierung: 1 Flöte/Piccolo, 1 Klarinette (B/Es), 2 Saxophone (Sopran/Alt und Tenor/Bariton); 2 Trompeten, 1 Posaune; 1 Klavier; 1 Guitarre/Banjo/Ukulele; Schlagwerk (1 Spieler: Kleine/Tenor/Große Trommel, 2 Tamburins, Rototom, 2 Holzblöcke, 3 Bongos, 2 Tom-Toms, 2 Triangel, 3 aufgehängte Cymbals, Autohupe, kleines Glockenspiel, Vibrafon, Metal Twang, 5 elektrische Glocken, Windmaschine, 2 Thundersheets); 2 Violinen; 1 Cello, 1 Kontrabass.

- Suite arrangiert von Andrew Cornall (1995), besteht aus 4 Nummern (ohne Gesang) und einer veränderten Instrumentation (z. B. mit Tenorsaxophon), Dauer ca. 20 Minuten.

1. Eine Fahrt durch Moskau - Nr. 7
2. Waltzer - Nrn. 2 und 3
3. Tänze (Polka-Galopp) - Nrn. 26 und 19
4. Ballett - Nr. 28

- Moskau-Tscherjomuschki. Eine reduzierte Orchesterfassung von Ralf Böhme mit der deutschen Übersetzung von Ulrike Patow, uraufgeführt 2012 an der Berliner Staatsoper. Instrumentierung: 1 Flöte, 1 Klarinette (B/A), 1 Tenorsaxophon; 1 Trompete, 2 Hörner, 1 Posaune, 1 Tuba; 1 Drumset, Triangel, Glockenspiel; 1 Violine, 1 Kontrabass[5].

## Gesamtaufnahmen
Erste und bisher einzige Gesamtaufnahme der Operette: Gennadi Roschdestwenski, Sinfonische Kapelle des Russischen Staates, Residenz-Orchester Den Haag, 1997, Chandos, CHAN 9591(2). Enthält ein 264-seitiges Booklet mit Hintergrund, Synopsis und komplettem Libretto in deutscher, englischer, französischer und russischer Sprache.